# Port de Béluré
Le port de Béluré est un port de fret, de passagers et de plaisance de l'île d'Arz (Morbihan).

## Localisation
Le port de Béluré se situe à l'extrémité nord de l'île d'Arz, à la pointe du Béluré. C'est le site d'un embarcadère pour Vannes et d'escale pour les navires de croisière effectuant le tour du golfe du Morbihan.

## Le port
Le port de Béluré est très fréquenté. Ainsi le 9 août 2008, 188 passages ont été comptés.

### Port de fret
Le port de Béluré est un port de fret, chargé essentiellement de l'avitaillement de l'Île d'Arz qui toute l'année, provient du continent à partir de l'embarcadère de Barrarac'h sur la commune de Séné. La durée du transit en d'environ trente minutes.

### Port de passagers
Le port de passagers de Béluré assure toute l'année, l'essentiel du trafic passagers avec Vannes et Séné.

### Port de plaisance
Le port de Béluré  offre des postes de mouillage.

## Manifestation
Le port est une escale de la Semaine du golfe, manifestation maritime et terrestre qui se déroule tous les deux ans durant la semaine de l’Ascension.